# 花井メイサ
花井 メイサ（はない メイサ、1986年7月20日 - ）は、日本の元AV女優。神奈川県出身。POPSTARグループに所属していた。2013年2月から映像コンテンツ権利処理機構の不明権利者一覧に掲載されており、その消息がつかめていない。

## 人物
- ブルガリア人と日本人のハーフ。父親が日本人[3]。
- 趣味はアクセサリー集め、特技は編み物、童貞食い。
- 初体験は高校2年生のときで、当時交際していた彼氏の自宅で行った[4]。
- OLとしても働いている[4]。
- 得意科目は数学[4]。
- テニスをやっていた[4]。

### 嗜好
- 好きな色は白色[4]。
- 好きな食べ物は中華料理全般で、特に好きなのはエビチリ。甘いものも好み特にチョコレートを好む。嫌いな食べ物はセロリ[4]。
- 好きな男性のタイプは優しい人。嫌いなタイプは優柔不断な人（自身が優柔不断であるため）[4]。

## 作品

### アダルトビデオ

#### 2007年
- 爆乳ハーフ美女×ギリギリモザイク 新人ギリギリモザイク（11月7日、エスワン）
- 爆乳ハーフ美女×ギリギリモザイク 6つのコスチュームでパコパコ!（12月19日、エスワン）

#### 2008年
- 爆乳ハーフ美女×ギリギリモザイク 無限絶頂!激イカセFUCK（1月19日、エスワン）
- 爆乳ハーフ美女×ギリギリモザイク 絶叫!ビッグマグナムFUCK（2月19日、エスワン）
- 爆乳ハーフ美女×ギリギリモザイク 僕だけの★巨乳ママ（3月19日、エスワン）
- 爆乳ハーフ美女×ハイパー×ギリギリモザイク ハイパーギリギリモザイク（4月19日、エスワン）
- 爆乳ハーフ美女×ギリギリモザイク 犯された爆乳女教師（5月19日、エスワン）
- 爆乳ハーフ美女×ギリモザ 止まらない失禁（6月7日、エスワン）
- 爆乳ハーフ美女×ギリモザ バコバコ乱交（7月7日、エスワン）
- ギリモザスペシャル トリプル爆乳大乱交（8月19日、エスワン） 共演:鮎川あゆみ、相内リカ
- ハイパー×ギリモザ ものすごい顔射（9月19日、エスワン）
- ギリモザ 20コスチュームでパコパコ!花井メイサ（10月7日、エスワン）
- ギリモザ ディープスロート（11月7日、エスワン）
- ギリモザ パイパン潮吹きギリモザ（12月7日、エスワン）

#### 2009年
- おまたせ♪kawaii*デビュ→おっパイがいっパイ♥（1月25日、kawaii*）
- メイサの14400秒あげる（2月25日、kawaii*）
- サイキック少女 OFF TYPE K 異形の者KAORI（3月19日、ROOKIE）
- kawaii*specialダブルオッパイ♥ 花井メイサ 春咲あずみ（3月25日、kawaii*） 共演:春咲あずみ
- 超絶品ボディ（4月13日、MOODYZ）
- 女教師と女子高生 夢の二股生活 花井メイサ 糸矢めい（5月1日、MOODYZ） 共演:糸矢めい
- スキだらけのボインとイタズラ小○生（6月13日、MOODYZ）
- ドリームウーマンVol.73（7月1日、MOODYZ）
- 超爆乳ボディSPECIAL（8月13日、MOODYZ） 共演:青木りん、あのあるる、小峰ひなた
- サイコメトリスト桐子 ―残留思念を読み取れ―（9月7日、アタッカーズ）
- あなた、許して…。－さらけ出された欲情－（10月7日、アタッカーズ）
- やっぱりおっぱい!!やっばいおっぱい!! 04（11月3日、ゼットン）
- 夫の目の前で犯されて― 揺れ動く気持ち（11月7日、アタッカーズ）
- 超人気巨乳女優のパイズリ＆SEX4時間（11月13日、MOODYZ） 他出演: 杉崎りか、青山菜々、水城奈緒、峰なゆか、春咲あずみ、櫻井ゆうこ、野乃はなの、水森れん
- イラマチオが大好きなの。花井メイサ（11月19日、乱丸）
- 最高のオナニーのためにDX（12月1日、MOODYZ） 共演:青山菜々、水城奈緒
- 女教師 中出し20連発 花井メイサ 210 ハーフ爆乳美人教師を襲う肉欲催眠の罠（12月5日、アイエナジー）
- E-BODY（12月13日、E-BODY）
- Tokyo A・GE・HA 11（12月18日、GLAY'z）

#### 2010年
- 団地妻の憂い 第十九章 花井メイサ 爆乳美人妻…胸に秘めた思い（1月7日、アイエナジー）
- お嬢様のひみつ（1月7日、桃太郎映像出版）
- 人妻中出し哀願 No15.（1月22日、青空ソフト）
- ザーメン500連発の洗礼（1月25日、ダスッ!）
- 超人気美少女15人にブッカケ! 4時間（2月1日、MOODYZ）他出演: 竹内あい、大橋未久、小川あさ美、浅乃ハルミ、亜梨、青山菜々、春咲あずみ、浜崎りお、鮎川なお
- 真性中出し（2月1日、MOODYZ）
- 世界一のチ●ポで白目むくまでガン突きFUCK!!!（2月5日、NON）
- VIP限定 美人OL 高級娼婦（2月7日、桃太郎）
- 競泳水着 ローション 尻コキ（4月1日、Fetishist/妄想族）他出演:灘坂舞、篠めぐみ、海馬ゆう、みづなれい、紗奈、あのあるる、小泉梨菜、水城奈緒、浅香ゆき
- 淫語オナホールコキ（5月1日、Fetishist/妄想族）他出演:大塚咲、青木りん、灘坂舞、森ななこ、月野りさ、伊東菜々

### オリジナルビデオ
- 雨月物語 若妻の祟り（2011年8月3日、アルバトロス） - 磯良 役
- SEX and the PACHISLOT 3（2012年1月4日、シネマファスト）主演

## テレビ
- エロ生☆パラダイス（GyaOジョッキー、2008年12月2日放送分）